# Šobaići
Šobaići (cyr. Шобаићи) – wieś w Czarnogórze, w gminie Danilovgrad. W 2011 roku liczyła 15 mieszkańców.